# 앤 휫필드

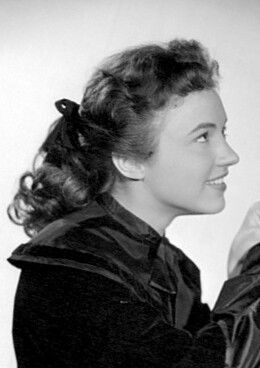
1956

앤 휫필드(Anne Whitfield, 1938년 8월 27일 ~ )는 배우이다.

## 출연 작품

### 영화
- 쿠키의 행운 (1999년)
- 라스트 이노센트 맨 (1987년)
- 화이트 크리스마스 (1954년)
- 6백만 달러의 사나이 (1973)

### 텔레비전
- 샤이안 (1956-61)
- 딜론 보안관 (1960-66)
- 페리 메이슨 (1964-66)
- 아이언사이드 (1968-72)
- 제12순찰대 (1968-73)
- 디즈니랜드 (1969) - 마거릿 더든 역
- 119 구조대 (1972-75)